# District de Surguja
Le district de Surguja (hindi : सरगुजा जिला) est un district  de l'état du Chhattisgarh en Inde.

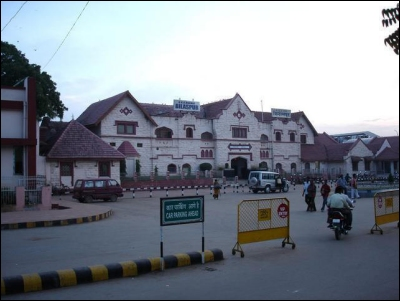
Ville de Bilaspur.

## Description
Au recensement de 2011, sa population compte 2 359 886 habitants pour une superficie de 15 732 km2.
Son chef-lieu est la ville de Ambikapur. 
Le district fait partie du Corridor rouge.